# Rubén Darío
Rubén Darío (eredeti neve: Félix Rubén García Sarmiento (Metapa, Nicaragua,  1867. január 18. – León, Nicaragua, 1916. február 6.) nicaraguai író, költő, politikus, a dél-amerikai modernizmus kiemelkedő alakja.

## Életpályája
Szerény vidéki eredete ellenére a latin-amerikai kozmopolitanizmus nagyjává és a modernizmus döntően meghatározó egyéniségévé fejlődött. Szülei még gyermekkorában elváltak, őt a nagyanyja nevelte, s mint különlegesen tehetséges gyerek Managuába, a nicaraguai fővárosba került, ahol már korán megkezdődött irodalmi pályafutása. Francia prózán nőtt fel, főleg Victor Hugo-én. Költészetében a szavak harmóniájával igyekezett megragadni a tökéletes dallamot. Későbbi verseiben gyakran előfordulnak hattyúk, romantikus kalandok, virágoskertek vagy karnevál-táncestek.
Santiago, Chile fővárosa igen meghatározó élményben részesítette, itt próbálta kivívni a nemzetközi elismerést. 1885-ben ért ide és fájdalmasan érzékelte a különbséget saját szegénysége és a városi elit fényűzése között. Kis időre Közép-Amerikába is visszatért, majd két házasság után öt évig Buenos Airesben dolgozott újságíróként a La Nación lapnak. 1900-ban Párizsban telepedett le és 1907-ben nagykövet lett Madridban. Ebben az időben sokat utazott Amerika és Európa között.  Teljesen azonosult azzal a világgal, amelynek az első világháború vetett véget 1914-ben. Ekkorra már alkoholista és beteg volt. A vallásban kereste lelki békéjét Mallorcán, s életének utolsó éveit pénzügyi nehézségek is jellemzik. Kevéssel Nicaraguába való visszatérése után hunyt el 1916. február 6-án.

## Főbb művei
Verseiben visszatérő motívum a meg nem értés, amitől a művészek szenvednek. Újfajta szépséget keresett, egyaránt merítve a spanyol irodalomból és a világirodalomból. Viszont ez az esztétikum nem elérhető, aminek következményeként megjelenik költeményeiben a csalódottság is. Mégis, igyekszik elérni azt a szellemi dimenziót, ami mint írót és költőt segítené abban, hogy elérje nemes alkotói célját.
- Azul (1888)

Romantikus versek, amiben Victor Hugo hatása alatt felmagasztalja a testi szerelmet, amely szerinte szorosan kötődik  a világegyetem harmóniájához. A szerelmet négy évszakba tagolja. A tavasz számára maga az életöröm, s az életet a művészet fölé helyezi. Visszautasít mindent, ami mesterséges. A nyár az ösztönszerű szerelemé, amelyben egy vadászaton egy herceg megöl egy tigrist, ezzel felborítja a természet rendjét és megjelenik a rossz. Az őszt a nosztalgia és az emlékek jellemzik, míg a télben megjelenik a modern szerelem, amire nincsenek hatással az idő és az évszakok, mert a szerelmesek védett hálószobákba húzódnak.
Tulajdonképpen a négy vers a szerelem négyféle átélése, amelyekből csak a tavaszi van összhangban a természettel.
- Prosas profanas (1896)

Itt már nem von párhuzamot a szerelem és a természet körforgása között. A költészet kifejezi a szakadékot a költő és a világi tapasztalatok között, amik neki közönségesnek és banálisnak tűnnek. A harmónia a versben magában jelenik meg, mint a szobrászat, a zene, a kertek és a jómodor. A költő egy új dimenzióba nyit, ahol a világegyetem egyensúlyának a kulcsa a zene.  A versekben Darío szívesen játszik a dallammal, áthelyezi a szavak hangsúlyát, máskor aszimmetrikus versszakokat alkalmaz. Igyekszik hatást gyakorolni az érzékszervekre, a látásra, hallásra.
- Sobre las alas de los cisnes

A költészetet védelmezi, ami szerinte a modern rideg világ ellenszere és éppen ezért most szükségesebb, mint eddig bármikor. A költészet jövendöl, leleplezi a szokványosat és új utakra vezet. Egyik versében rámutat, hogy tulajdonképpen Amerika felfedezése egy tragédia volt az őslakos amerikaiaknak.
Darío mindenekelőtt a művészet kereskedelemnek való kiszolgáltatottsága ellen harcolt. Munkái történelmi jelentőségéhez kétség sem férhet, mivel úttörő volt a maga korában és jelentősen befolyásolni a későbbi irodalmat. Dél-Amerika első profi írójaként tartjuk számon és neki köszönhető, hogy a latin-amerikai irodalom felfigyelt a forma és  nyelv fontosságára.

## Más művei
- Cantos de vida y esperanza (1905)
- El canto errante (1907)